# Classics IV
O Classics IV é uma banda formada em Jacksonville, Flórida, Estados Unidos, em 1965. A banda é frequentemente creditada por estabelecer o som "soft southern rock ". A banda, liderada pelo cantor Dennis Yost, mas com seus hits sendo escritos pelo guitarrista J.R Cobb e o produtor Buddy Buie, é conhecida principalmente pelos hits " Spooky ", " Stormy " e " Traces ", lançados entre 1967 e 1969.

## Carreira
O grupo começou como The Classics, uma banda cover de Jacksonville composta pelos guitarristas JR Cobb, Walter Eaton, tecladista e guitarrista Joe Wilson, e o cantor Dennis Yost. Cobb e o produtor-gerente Buddy Buie mais tarde formariam a Atlanta Rhythm Section com o baterista dos Candymen, Robert Nix, também de Jacksonville, e o tecladista Dean Daughtry em 1970.  Yost já havia sido um membro dos Echoes. O nome "the Classics" veio da bateria clássica que Yost possuía. Ele era conhecido na região da Georgia/Flórida como o "baterista de stand-up" porque tocava de pé. The Classics jogou covers de Ventures, bem como versões instrumentais de " Misty " e " Summertime ". As pessoas começaram a solicitar vocais, então Dennis dizia "eu posso cantar isso", e esse foi o começo da nova direção do grupo.
A banda foi descoberta em Daytona Beach pelo agente de talentos Alan Diggs, que se tornou o empresário da banda em parceria com Paul Cochran e depois com Budie Buie. A dupla formou uma aliança com o editor Bill Lowery e pediu que a banda se mudasse para Atlanta. Com a ajuda de Lowery, eles rapidamente conseguiram um acordo de canções singles com a Capitol Records. O single de estreia do The Classics foi "Pollyanna", uma canção escrita pelo cliente de Lowery, Joe South, e cantada em um estilo que lembrava o do Four Seasons. Pouco depois, eles receberam uma carta informando que já havia um registro de uma banda com o nome  "The Classics", que tinha um single intitulado "Till Then". Em um esforço para se diferenciar, Yost e companhia acrescentaram "IV" ao nome porque havia (naquela época) quatro membros.
The Classics IV realizou "Pollyanna" no programa de TV de Dick Clark, Show Where the Action Is! e "Pollyanna" foi um sucesso regional. Mas quando a rádio WABC (AM) em Nova York começou a tocá-la, eles receberam um telefonema do gerente do Four Seasons exigindo que cessassem a transmissão de "Pollyanna" ou deixariam de ter exclusividade em futuras gravações do Four Seasons, entre outros desincentivos. O grupo conseguiu um acordo com a Imperial Records. Os guitarristas Cobb e Buie acrescentaram letras a um instrumental de jazz intitulado " Spooky ", um sucesso regional do saxofonista de Atlanta Mike Sharpe. O single chegou ao número 3 na Hot 100 em fevereiro de 1968 nos EUA e no 46 no Reino Unido.
O baterista Kim Venable (nascido Clayton Kimbal Venable, Eclectic, Alabama, 5 de Maio de 1944 - 12 de junho de 2016) foi trazido para que Yost pudesse mover-se livremente na frente (Dennis St. John (baterista) e Emory Gordy (baixo) eram os músicos em suas gravações de estúdio). Emory Gordy também foi co-escritor da música Traces. A banda mudou seu nome para 'The Classics IV com Dennis Yost' e teve mais dois top-10 hits, " Stormy " (1968, Hot 100 n º 5) e " Traces " (1969, Hot 100 n º 2, Easy Listening No. 2). Cobb e Buie tomaram emprestado o livro "Everyday with Jesus" de 1936, de Robert C. e Wendell P. Loveless, para compor o top 20 "Everyday with You Girl" (1969, Hot 100 No. 19, Easy Listening No. 12). Em 1971, Michael Huey tornou-se o baterista depois de trabalhar para outros artistas de Lowery, Tommy Roe e Swingin 'Medallions. Durante esse período, Huey também se tornou baterista da equipe da Lowery Studios, e mais tarde se mudou para Los Angeles.
" Spooky ", " Stormy " e " Traces " venderam mais de um milhão de unidades, e todas receberam discos de ouro da RIAA. Esses três sucessos e "Everyday With You Girl" também apareceram no filme de 1977, The Chicken Chronicles. Eles mudaram de nome novamente, desta vez para "Dennis Yost e os Classics IV", e tiveram um último hit top 40, "What Is I Crying for?" (1972, nº 39) na MGM South .
Atlanta Rhythm Section, de JR Cobb, tocou no álbum " Naked Songs " (1973), de Al Kooper, e fez os hits "Doraville" (1974), "So into You" (1977), "Imaginary Lover" e "I'm Not Gonna Let It Bother Me Tonight" (1978), "Do It Or Die" e "Spooky " (1979), e " Alien" (1981).

### Carreira posterior
Em 1975, Yost começou a se apresentar somente sob seu próprio nome e, eventualmente, perdeu os direitos do nome do Classics IV. Durante a década de 1990, sem a marca, ele usou muitas bandas como Steve "Stevie G" Guettler (guitarra, vocal), Jeff "JT" Strickler (baixo, vocais), Steve Farrell (guitarra, vocal), Mike Wilson (teclados, vocais) e Wes Armstrong (bateria e vocal) do grupo The Rockerz, de Atlanta. Ele também usou Steve Jarrell e The Sons of the Beach Band de Nashville, assim como os Hitts de Virginia Beach, Virginia, com Ed Hutchison (guitarra, backing vocals), Ramon Gonzalez (teclados, backing vocals), Andy Crosswell ( bateria) e David Voss.
Em 2001, Yost passou por uma cirurgia bem sucedida na garganta por uma condição que prejudicou gravemente sua voz. Ele também ganhou uma disputa de marca registrada que lhe deu direitos exclusivos para o nome The Classics IV para fins de execução e gravação.

## Acidente e morte de Dennis Yost
Em 11 de julho de 2006, Yost caiu de um lance de escadas e sofreu um grave traumatismo craniano. Para ajudar Yost e sua esposa com suas contas médicas, um concerto beneficente foi realizado em 25 de março de 2007, no Rhino's Live, em Cincinnati, Ohio. Muitos artistas e alguns convidados surpresa dos anos 1950 até os anos 1970 realizaram alguns de seus maiores sucessos no topo das paradas em tributo a Yost. Alguns dos artistas que atuaram naquele dia foram Denny Laine (o Moody Blues and Wings), Chuck Negron (anteriormente de Three Dog Night), Ian Mitchell (Bay City Rollers), Pat Upton (Spiral Starecase), "Diamond" Dave Somerville, o Skyliners, Buzz Cason, Carl Dobkins Jr., Mark Volman (The Turtles) e The Robby Campbell Trio. O concerto não beneficiou significativamente Yost ou sua esposa financeiramente, como se esperava; despesas superaram em muito o dinheiro arrecadado, deixando o evento no vermelho. No entanto, foi um grande impulso para Yost visitar tantos velhos amigos.
Após o acidente de Yost, ele escolheu Tom Garrett para substituí-lo como vocalista do Classics IV. O plano era que Yost fizesse algumas "aparições especiais" anuais e, gradualmente, Garrett assumisse o cargo de líder da banda. No entanto, Yost foi capaz de realizar com eles apenas uma aparição em 2008. Garrett e Yost trabalharam juntos para desenvolver a programação atual. Ele escolheu Garrett para ajudá-lo a manter a música Classics IV na tradição do Classics IV. Yost ouvia a banda em CDs gravados, e durante esse tempo Garrett e Yost se tornaram amigos íntimos. A banda que Yost escolheu em 2007 para continuar seu legado com a marca Classics IV consistia em Garrett como vocalista, Kevin Lloyd no baixo, Tim Ridgeway na bateria, Joe Sadler na guitarra, Garard Montague III na flauta e saxofone, e James Yoder nos teclados. No início de 2012, devido a problemas de saúde, Montague foi substituído por Paul Weddle.
Yost morreu aos 65 anos de insuficiência respiratória em 7 de dezembro de 2008, no 40º aniversário da entrada de " Stormy " no top 10 da Hot 100.

## Discografia
| Ano  | Álbum                      | Etiqueta e número                            | EUA Billboard |
| ---- | -------------------------- | -------------------------------------------- | ------------- |
| 1968 | Spooky                     | Imperial LP-9371 (Mono) / LP-12371 (Estéreo) | 140           |
| 1968 | Mamas and Papas/Soul Train | Imperial LP-12407                            | 196           |
| 1969 | Traces                     | Imperial LP-12429                            | 45            |
| 1969 | Golden Greats Volume 1     | Imperial LP-16000                            | 50            |
| 1970 |                            |                                              |               |
| Song | Liberty LST-11003          | -                                            |               |
| 1973 | What Am I Crying for       | MGM Sul MSH-702                              | -             |

### Compilações
- Stormy – Sunset SUS-5323 - 1970
- The Very Best of Classics IV  - Capitólio - 1988
- The Greatest Hits –  EMI Special Products - 1992
- Best of Dennis Yost & the Classics IV (from the Legendary Masters Series) – Imperial/Capitol/EMI – 2003
- Atmospherics: A Complete Career Collection 1966–1975 - Raven (lançamento australiano) - 2003
- A New Horizon –  Classics IV Label - 2011 (CD/digital)
- Clássicos IV ao vivo no Ritz - Classics IV Label - 2015 (CD / transferência digital)
- "Paint My Blues", de Dennis Yost (gravado em 1991); Incluído em Voices for the Voiceless - 2015 (download digital)
- Lil 'Bit of Gold - Rhino R3 73004 - 1988 (singles em CD de ouro de 3 polegadas com os sucessos da banda em "Classics IV com Dennis Yost")